# Скрипка, Сергей Николаевич
Серге́й Никола́евич Скри́пка (9 января 1950, Черняховск, Калининградская область — 10 июля 2012, Москва) — советский легкоатлет, специалист по стипльчезу. Выступал за сборную СССР по лёгкой атлетике в 1970-х годах, победитель первенств всесоюзного и республиканского значения, действующий рекордсмен Грузии в беге на 3000 метров с препятствиями, участник летних Олимпийских игр в Мюнхене.

## Биография
Сергей Скрипка родился 9 января 1950 года в городе Черняховске Калининградской области.
Занимался лёгкой атлетикой в Москве, выступал за Вооружённые Силы.
Впервые заявил о себе на всесоюзном уровне в сезоне 1972 года, когда на чемпионате СССР в Москве выиграл серебряную медаль в зачёте бега на 3000 метров с препятствиями, уступив только литовцу Ромуальдасу Битте. Благодаря этому успешному выступлению удостоился права защищать честь страны на летних Олимпийских играх в Мюнхене — в программе стипльчеза с результатом 8:41.4 не смог пройти дальше предварительного квалификационного этапа. Во время олимпийского забега на 3000 метров с препятствиями, на первом круге Сергею неосторожно сдёрнули туфлю, оставшиеся два с половиной километра спортсмен пробежал без неё, при этом оставаясь в ведущей группе. Однако за 200 метров до финиша он поскользнулся босой ногой на барьере и упал в яму с водой. Несмотря на навалившиеся испытания, Сергей собрал силы и мужество и финишировал пятым. В финал же попала лишь четверка лидеров.
На чемпионате СССР 1974 года в Москве с личным рекордом 8.26,6 превзошёл всех соперников в беге на 3000 метров с препятствиями и завоевал золотую награду.
В июне 1977 года на соревнованиях в Москве установил ныне действующий национальный рекорд Грузии в стипльчезе, а в июле в той же дисциплине взял бронзу на чемпионате СССР в Москве.
В 1978 году получил серебро в беге на 2000 метров с препятствиями на зимнем чемпионате СССР в Москве.
В 1979 году бежал 3000 метров с препятствиями на VII летней Спартакиаде народов СССР в Москве, но в число призёров здесь не попал.